# Xã Riley, Quận Yell, Arkansas
Xã Riley (tiếng Anh: Riley Township) là một xã thuộc quận Yell, tiểu bang Arkansas, Hoa Kỳ. Năm 2010, dân số của xã này là 807 người.